# 宮津市海洋つり場
宮津市海洋つり場（みやづしかいようつりじょう）は、京都府宮津市字小田宿野にあるつり公園。若狭湾に面した栗田半島にある。

## 海洋つり場で釣れる魚
- 春
メバル、アイナメ、メジナ(グレ)、カサゴ、キス、カレイ、ベラ[要出典]
- 夏
チヌ（クロダイ）、アイナメ、スズキ、カサゴ、キス、アジ、ボラ、ベラ[要出典]
- 秋
チヌ、アイナメ、アジ、カワハギ、メジナ、サヨリ、イシダイ、イカ[要出典]

| スタブアイコン | サブスタブ | この項目は、まだ閲覧者の調べものの参照としては役立たない、京都府に関連した書きかけの項目です。この項目を加筆・訂正などしてくださる協力者を求めています（P:日本の都道府県/京都府）。 |